# 法國世俗主義
法國世俗主義，又稱世俗性（法語：Laïcité）是法国一个关于世俗主义的概念，由於法國憲法規定政教分離，將政治權力與宗教組織區隔開來。它反对宗教介入政府事务，尤其是宗教对制定国家政策的影响。它同样禁止政府介入宗教事务，尤其禁止政府定立宗教。國家作為一中立角色，確保了公民的宗教自由，宣告每個人皆具有保有自由意識的權利，且不會將任何信仰價值強加在他人身上。從法國政教分離法第二條：「共和國不承認、也不以任何方式資助任何宗教活動。」中，可以看出這項政教分離的原則有助於法蘭西共和國內的平等。
世俗性并没有涉及宗教自由。政教分離並非運用公權力來反對宗教，而是防止宗教影響力滲入政治及行政權力運作。政教分離同時也將精神和哲學思想提升到個人意識與思想自由的層面，這樣的觀念深深地改變了法國社會，至今，法國社會中權力協調以及國家機構的角色轉換仍在持續進行。

## 歷史

### 法國大革命至1958年制憲
政教分離的概念在法國大革命的期間第一次被提出：在1789年八月法令廢除舊體制伴隨著教會特權的終結，以及肯定《人權宣言》中所提出的自由意識與權力平等。《人權宣言》的內容被收錄在1958年十月四日憲法的序章中，而這也使其具有憲法效力及合法性。《宣言》第十條寫道：「只要觀點的表達方式不違反法律所確立的公共秩序，無人應由於他的不同觀點（包括宗教觀點）而遭受干涉。」
公立學校自1882年普通教育法費里法與1886年戈布萊法的訂立後與宗教脫鉤，並以「道德及公民教育」取代原本的道德宗教教育，而戈布萊法更是保證了教職人員與教育制度的世俗化。
十九世紀時，世俗主義法使法國逐漸脫離天主教會的掌控，並建立了新的政治規範與建立在共和普遍主義原則上的社會規範。在改革運動中，變化過程與現代性息息相關，且將主權者的政治及社會權力重新定義，包括行政、立法和司法權力，國家組織，教育，生命儀式，法律和道德的演變等等，唯獨宗教教義除外。第三共和國也重新建立了教育體制組織，並創設世俗化及義務性的公立教育（根據費里法）。戈布萊法接續費里法關於小學教育組織的改革，其中第十七條規定了所有公立學校的師資皆必須去宗教化。1905年的政教分離法使教育改革更加成功，而這也標誌了世俗化的成就。
因此，1905年12月9日定立的的《1905年法国政教分离法》依據法國的世俗主義原則編纂。其在第一章第一款中保證了公民的自由意識，而這早在1789年的《人權宣言》第十條中就有相關的明確表述。
只要觀點的表達方式不違反法律所確立的公共秩序，無人應由於他的不同觀點（包括宗教觀點）而遭受干涉。
另，同樣根據第一章的第二條條款：
共和國不承認、也不給付酬勞或資助任何宗教活動。因此，從現行法頒布後的自一月一日起，將從國家、各部會的預算中刪除與宗教活動相關的所有費用。
1905年的法律將宗教與國家分離開來，也同時建立了自由宗教原則。
根據第四共和國1946年的憲法及第五共和國1958年的憲法第二條：「法國是一個不可分割、政教分離、民主的社會共和國。她確保所有公民不分籍貫、種族或宗教派別，在法律面前人人平等。並尊重所有信仰。」，此精神將法國確立為一“世俗化的共和國”

### 現今的法國世俗主義
自1980年代末起，陸續發生了被大眾認為損害世俗主義信譽的事件，引發了社會輿論與社會環境的演變。為了調解少數族群需求及文化需求間的衝突，多元文化主義者對越來越激進的宗教訴求之包容逐漸減少。這些或多或少帶有宗教社群主義的需求中，文化與政治問題交雜，很難將其分開來討論。因此，必須去了解這些需求究竟是思想上的解放或是倒退。
其他更為激進的事件，包含「生活在一起」的國族主義理念，也被認為是勸誘改宗，這些都是不被接受的。其中，最為人注意的是2004 年法國修改教育法典，開宗明義援引「世俗性」原則，正式禁止「在公立中小學，學生穿戴明顯具宗教屬性的服飾」。這包含了伊斯蘭女性服飾的波卡，錫克教的特本以及猶太教男性的基帕。至此，世俗性的原則從尊重信仰表達自由轉為趨向「去宗教化」。而這也使人權組織質疑此行為是否是言論與宗教自由上的一大退步。

## 公共場合中的法國世俗主義

### 宗教符號
法國政教分離法第28條中提到「未來，除了宗教建築、墓地、紀念碑以及博物館或展覽之外，禁止在公共建築或公共空間裝置或張貼任何宗教標誌。」該法僅適用於（國家或地方行政區域）的公共空間，並嚴格禁止安裝彰顯宗教象徵的外顯標誌。作為此法案的起草者，阿里斯蒂德·白里安指出，「根本沒有必要阻止任何個人，以自己滿意的方式裝飾其房子，即使這棟建築面向廣場或是街道。」

### 宗教服飾

#### 在公務機關
公務員被要求在公共服務時遵守中立原則，民眾則不受同樣的義務約束。只要在不影響公共秩序的情況下，民眾有權在公共場合，透過衣著或配飾來表現他們的宗教信仰。
法國最高行政法院針對此於2000年五月宣布：
公務人員必須嚴格確保行政服務的中立，以充分尊重民眾的宗教信仰。如後者因此有權在公共服務的正常運作範圍內表達其宗教信仰，公務人員不得因其行為對服務的中立性產生任何懷疑。

#### 在對外開放的私人機關
在對外開放的私人空間中穿著宗教服飾激起了擁護世俗主義者的反對聲浪。
例如，2006年時，佛日省內旅館經營者，芬倪圖雪呂，要求兩名戴面紗的顧客在旅館公共空間中取下其面紗。在被顧客投訴後，好幾個協會對此提出民事訴訟，在2007年她被以「宗教歧視」罪名被判有期徒刑四個月，得緩刑。
為此，2014年一月，國家世俗主義研究院為企業出版了一本實用指南，協助企業內部涉及宗教事物的管理，題為「私營企業內宗教事務管理」，並可在其網站上自由下載。

## 爭議

### 清真寺
近年來，法國境內穆斯林不斷增加，清真寺數量卻與人數不成正比，因此穆斯林社群數度要求增建清真寺，但都被法國政府以不資助宗教建築為由回絕。不過在資助修葺教堂工程上，卻又能夠以保護傳統文化的名義編列預算。一般來說，宗教建築的興建是不受政府資助的，需要倚靠外資協助，或是自籌經費，但如若以文化名義去申請，可獲市政府的補助。
而清真寺興建自籌經費的過程卻也受法國極右派人士的質疑，尤其是在法國發生由伊斯蘭國發起的恐怖襲擊後，更激起反對人士的反彈。在2015年，法國極右派政黨——民族陣線主席玛丽娜·勒庞即表示，如若籌措的經費是由沙烏地阿拉伯或卡達等與聖戰組織有關之國家出資，這很可能牽涉到國家安全。

## 查理週刊
2006年2月，《查理週刊》出版了幾天前在丹麥日德蘭郵報上發表的穆罕默德漫畫連載。法國穆斯林組織，包括法國穆斯林信仰委員會，隨後要求禁止當期週刊，但並未成功。
2006年3月，由於這一事件，十幾位知名人士發起宣言反對有極權主義意味的伊斯蘭主義。其中有些伊斯蘭教的知識份子，因為表明他們的世俗立場遭到死亡威脅和驅逐。
2007年2月，巴黎大清真寺，法國伊斯蘭組織聯盟和世界伊斯蘭聯盟於巴黎地方法院對《查理週刊》提起訴訟，地方法院於3月22日宣布不起訴。
隨後，2015年爆發了查理週刊總部槍擊案。這起事件也拉起了法國人民對於言論自由與褻瀆罪的攻防戰。